# Paralipomeni della Batracomiomachia
I Paralipomeni della Batracomiomachia sono un ampio poemetto satirico in ottave scritto da Giacomo Leopardi a partire dal 1831 durante il suo soggiorno napoletano. Si presenta come continuazione: "paralipomeni" viene usato, come già in ambito biblico, per indicare un'aggiunta di cose precedentemente tralasciate (i Paralipomeni biblici derivano dal greco paraleipómena, a sua volta da paralèipō, appunto "omettere", "tralasciare") alla Batracomiomachia (lett. "Battaglia dei topi e delle rane", dal greco bátrachos (rana), mys (topo) e máche (battaglia), poemetto ellenistico erroneamente attribuito a Omero e già tradotto anni prima da Leopardi).

## Intento satirico
Il poemetto leopardiano discute, sotto la veste favolistica, gli avvenimenti politici del 1820-21 e il fallimento dei moti rivoluzionari, satireggiando austriaci (rappresentati dai granchi, alleati delle rane), Borbone (rane), e gli insorti liberali napoletani (i topi).

## La trama

Omero, cui è tradizionalmente attribuita la Batracomiomachia

I topi (liberali), sconfitti dalle rane (Borboni) e dai granchi (austriaci), eleggono su base costituzionale il re Rodipane, di cui diventa primo ministro il conte Leccafondi, intellettuale progressista e impegnato in politica; i granchi intervengono per reprimere questo regime, di cui non possono tollerare l'esistenza, mettendo in rovinosa fuga i topi. Il conte Leccafondi allora va in esilio per cercare aiuto per la sua patria oppressa, incontra Dedalo, e scende persino nel regno dei morti a chiedere consiglio ai topi defunti, che però rispondono alle sue domande con una fragorosa risata. Alla fine essi gli consigliano di rientrare in patria e rivolgersi al generale Assaggiatore. Leccafondi riesce a ritornare a Topaia e dopo mille insistenze ad ottenere l'aiuto di Assaggiatore. Il poemetto si interrompe qui perché, come spiega Leopardi, al manoscritto da cui aveva tratto la storia manca la parte finale.

## I temi
Tra le opere satiriche degli ultimi anni della vita di Leopardi, i Paralipomeni è la più estrosa e divertita, ed è anche quella in cui i riferimenti alla storia e alla politica del suo tempo si fanno più puntuali:
- il giudizio più negativo colpisce l'assolutismo borbonico, condannato senza appello per il suo oscurantismo e la sua violenza repressiva[senza fonte]. In un punto del poema i granchi (che rappresentano gli austriaci) sono definiti "birri d'Europa / e boia";
- un'ironia più bonaria investe il conte Leccafondi, simbolo dell'intellettuale progressista, deriso per il suo conformarsi alle voghe culturali del secolo e per il suo ingenuo ottimismo "topocentrico", di cui vengono però salvate la sincerità e le buone intenzioni;
- restando nel campo dei liberali, un trattamento particolarmente pungente è riservato ai carbonari, visti come una congrega di "giovinastri" chiacchieroni, pusillanimi, succubi delle mode e totalmente inoffensivi per il potere austriaco.

## Le forme
Specialmente nella descrizione del conte Leccafondi, l'ironia scaturisce dalle invenzioni verbali e dagli accostamenti stranianti che derivano dalla trasposizione di caratteristiche del mondo umano in quello animale, con gli effetti di spiazzamento e di "abbassamento" che ne conseguono.